# Peri Pourier
Peri Pourier is een Amerikaans politica. Sinds 2019 vertegenwoordigt ze als Democrate het 27e district in het Huis van Afgevaardigden van South Dakota. Pourier woont in Pine Ridge en is aangesloten bij de Oglala Sioux Tribe van het Pine Ridge Indian Reservation. Ze heeft bij de marine gediend. Pourier is gehuwd met Ernest Weston, met wie Pourier samen campagne voerde in 2020. Zij werd herverkozen, Weston raakte niet verkozen. In 2022 werd ze opnieuw verkozen.
In 2021 ondertekende de Republikeinse gouverneur van South Dakota een wetsvoorstel van Pourier om binnen het ministerie van Justitie een liaison in het leven te roepen die onderzoek naar vermiste personen van indiaanse oorsprong moet faciliteren.